# Diocesi di Gboko
La diocesi di Gboko (in latino Dioecesis Gbokensis) è una sede della Chiesa cattolica in Nigeria suffraganea dell'arcidiocesi di Abuja. Nel 2021 contava 842.450 battezzati su 1.941.540 abitanti. È retta dal vescovo William Amove Avenya.

## Territorio
La diocesi comprende i distretti civili di Gboko, Buruku, Kwande, Ushongo, Vandeikya, Tarka e Konshisha nello Stato nigeriano di Benue.
Sede vescovile è la città di Gboko, dove si trova la cattedrale di San Giovanni Battista.
Il territorio si estende su 10.692 km² ed è suddiviso in 84 parrocchie, raggruppate in 10 decanati, a loro volta riuniti in 3 regioni pastorali.

## Storia
La diocesi è stata eretta il 29 dicembre 2012 con la bolla Apostolorum navitatem di papa Benedetto XVI, ricavandone il territorio dalla diocesi di Makurdi.

## Cronotassi dei vescovi
Si omettono i periodi di sede vacante non superiori ai 2 anni o non storicamente accertati.
- William Amove Avenya, dal 29 dicembre 2012

## Statistiche
La diocesi nel 2021 su una popolazione di 1.941.540 persone contava 842.450 battezzati, corrispondenti al 43,4% del totale.
| anno | popolazione | popolazione | popolazione | presbiteri | presbiteri | presbiteri | presbiteri                | diaconi | religiosi | religiosi | parrocchie |
| anno | battezzati  | totale      | %           | numero     | secolari   | regolari   | battezzati per presbitero | diaconi | uomini    | donne     | parrocchie |
| ---- | ----------- | ----------- | ----------- | ---------- | ---------- | ---------- | ------------------------- | ------- | --------- | --------- | ---------- |
| 2012 | 896.860     | 1.690.000   | 53,1        | 80         | 80         |            | 11.211                    |         | 6         | 23        | 34         |
| 2013 | 708.641     | 1.594.287   | 44,4        | 133        | 133        |            | 5.328                     |         |           | 23        | 36         |
| 2016 | 720.821     | 1.764.675   | 40,8        | 110        | 109        | 1          | 6.552                     |         | 9         | 15        | 58         |
| 2019 | 802.000     | 1.847.660   | 43,4        | 103        | 95         | 8          | 7.786                     |         | 12        | 25        | 80         |
| 2021 | 842.450     | 1.941.540   | 43,4        | 165        | 154        | 11         | 5.105                     |         | 14        | 47        | 84         |